# Colcannon
Colcannon (irlandés cál ceannann, que significa repollo de cabeza blanca) se trata de un plato tradicional de la cocina irlandesa y del oeste de Escocia elaborada con puré de patatas, col (o incluso col verde), mantequilla, sal, y pimienta. Puede contener otros ingredientes tales como leche, crema, cebollas, o ajo. Se consideró desde siempre como un plato simple de gente muy humilde.

## Tradición
Una vieja tradición irlandesa de Halloween menciona que debe servirse el colcannon con pequeños premios (monedas) dentro de él. Es un plato muy celebrado en las fiestas típicas de Irlanda como el Día de San Patricio. 

## Variantes
Es muy similar al plato inglés bubble and squeak. Y es similar al plato de la cocina húngara haluski, pero con la contribución del puré de patatas.